# Арковна
Арко́вна (болг. Арковна) — село у Варненській області Болгарії. Входить до складу общини Дилгопол.

## Населення
За даними перепису населення 2011 року у селі проживали 75 осіб, з них 73 особи (98,6%) — болгари.
Розподіл населення за віком у 2011 році:
Динаміка населення: